# Salvador Sánchez Cerén

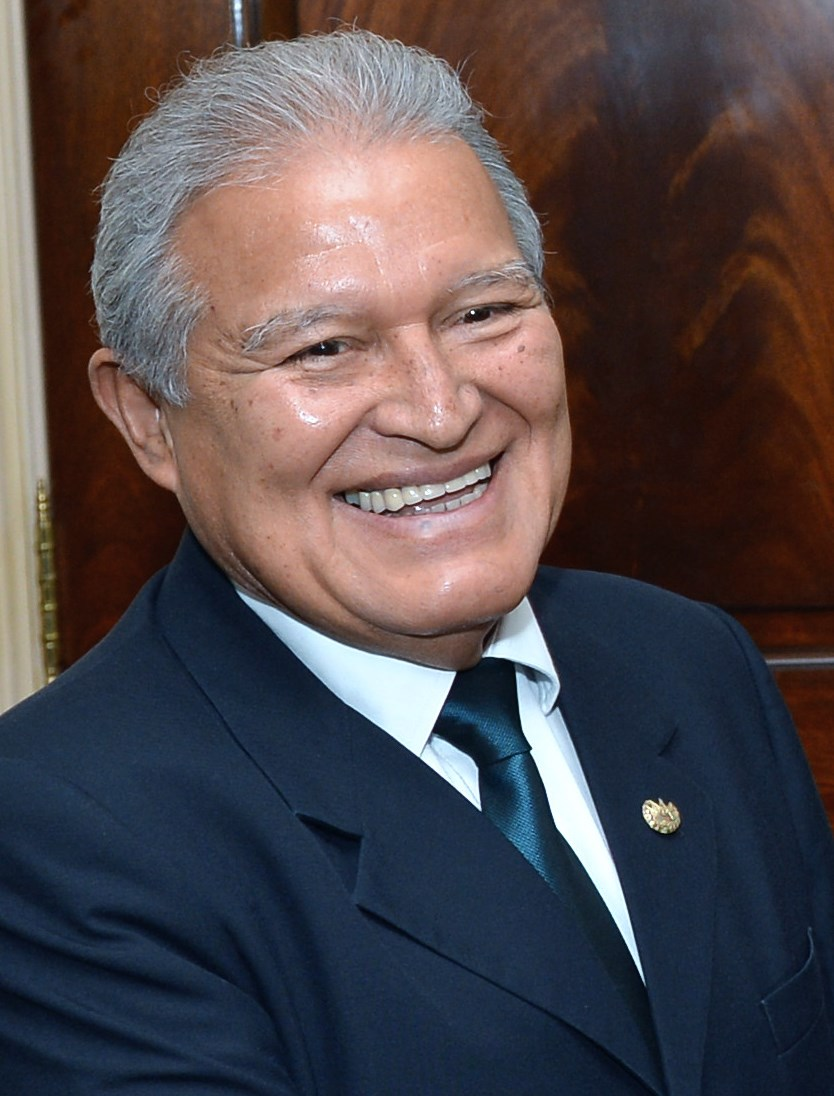
Salvador Sánchez Cerén (2014)

Salvador Sánchez Cerén, född 18 juni 1944,  är en politiker i El Salvador. Han var landets president mellan 2014 och 2019. Innan detta var han vicepresident mellan 2009 och 2014. Politiskt företräder han vänsterpartiet FMLN.
Hans företrädare på presidentposten var Mauricio Funes och år 2019 efterträddes Salvador Sánchez Cerén av Nayib Bukele.